# Церовець (Доленьське Топлице)
Церовець (словен. Cerovec) — поселення в общині Доленьське Топлице, регіон Південно-Східна Словенія, Словенія. Висота над рівнем моря: 236,5 м.